# Vicepremier
Een vicepremier of viceminister-president is plaatsvervanger van een premier of minister-president. In het algemeen vervangt de vicepremier de premier of minister-president bij kabinetsvergaderingen wanneer de premier of minister-president in het buitenland is, bij ziekte of bij andere afwezigheid voor korte of langere tijd.
De vicepremier neemt ook de taken van de premier over wanneer hij of zij niet meer in staat is het land te regeren.
Het eerste deel van het woord is afkomstig van het Latijnse woord vice dat in plaats van betekent.
Een kabinet kan meerdere vicepremiers hebben. Veelal zijn dit de leidende ministers namens hun coalitiepartijen in de regering.

## België
In België is het gebruikelijk dat elke partij in de federale regering een vicepremier levert. Op federaal niveau vormen de vicepremiers samen met de premier het informele kernkabinet, dat de ministerraden voorbereidt. Ook de gewest- en gemeenschapsregeringen, zoals de Vlaamse regering, tellen viceminister-presidenten.

## Nederland
In Nederland is het bij de vorming van kabinetten van meer dan twee coalitiepartijen gangbaar dat daarbij ook twee of meer vicepremiers worden aangesteld, namelijk een voor elk van de partijen die niet de premier hebben geleverd. Bij een coalitie van twee partijen is het gebruikelijk dat de partij die niet de premier levert, de vicepremier levert.